# ルイーズ・コレ

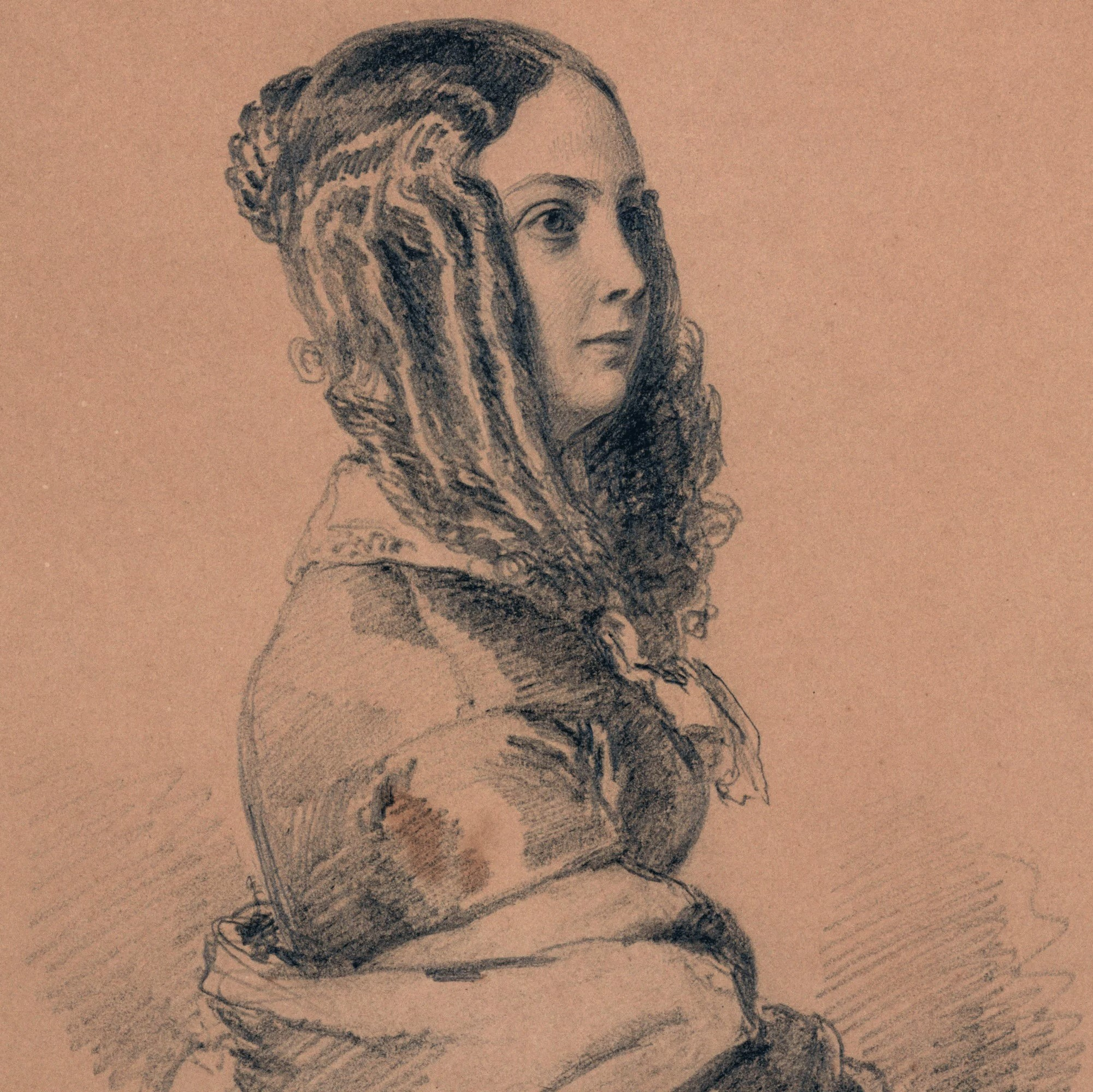
ルイーズ・コレ

ルイーズ・コレ（Louise Colet, 1810年9月15日 - 1876年3月9日）は、フランスの詩人。

## 生涯
エクス・アン・プロヴァンスの郵便局長の娘ルイーズ・ルヴォワルとして生まれる。若くして詩に才能を示し、地方のサロンで評判を取った後、1835年にフルート奏者のイポリット・コレと結婚。パリに移り住み、フランソワ＝ルネ・ド・シャトーブリアン、サント・ブーヴ、ピエール＝ジャン・ド・ベランジェといった有名作家に働きかけて自身の詩集の推薦や助成金・文学賞などの支持を得る。
1838年からは哲学者ヴィクトル・クザンと愛人関係となり、クザンは政府に働きかけて彼女への補助金が降りるよう便宜を図った。のちに生まれた娘アンリエットは愛人クザンとの間に生まれた子供である。
その放恣な生活はパリ中に知られていたが彼女自身は世間を気にせず、1846年にはまだ無名であった25歳のギュスターヴ・フロベールとパリで知り合い、11歳年下の彼と新たな愛人関係を作った。この関係はフロベールが彼女に絶縁状を送りつける1854年まで続き、その間にもコレは新たな愛人を作り続け、そのことをフロベールにも隠さなかった。彼女が流した浮名の相手には他にアルフレッド・ド・ヴィニーやアルフレッド・ド・ミュッセなどがいる。
前述の絶縁状は彼女があまりに自分の生活に介入しようとすることに対しフロベールが怒ったことから書かれたもので、コレはこのことでフロベールを恨み続け、自作の中で彼を登場させ嘲笑の的にした。コレは1876年にパリで死去した。

## 関連文献
- フロベール 『フロベールの手紙―ルイズ・コレ宛 』 生島遼一訳、アテナ書院、1948年
- 伊藤邦武編 編『哲学の歴史〈第8巻〉社会の哲学 18-20世紀』4章「十九世紀フランス哲学の潮流」執筆:川口茂雄、中央公論新社、2007年11月。ISBN 412403525X。